# Leichtathletik-Weltmeisterschaften 2009/20 km Gehen der Frauen

Die Zielankunft in den Gehwettbewerben und im Marathonlauf war das Berliner Brandenburger Tor

Das 20-km-Gehen der Frauen bei den Leichtathletik-Weltmeisterschaften 2009 wurde am 16. August 2009 in den Straßen der deutschen Hauptstadt Berlin ausgetragen.
Weltmeisterin wurde die Irin Olive Loughnane. Sie gewann vor der Chinesin Liu Hong. Bronze ging an die Russin Anissja Kirdjapkina.

## Bestehende Rekorde
| Weltrekord               | 1:25:41 h | Olimpiada Iwanowa | WM 2005 in Helsinki, Finnland | 7. August 2005 |
| Weltmeisterschaftsrekord | 1:25:41 h | Olimpiada Iwanowa | WM 2005 in Helsinki, Finnland | 7. August 2005 |

Der bestehende WM-Rekord wurde bei diesen Weltmeisterschaften nicht eingestellt und nicht verbessert.

## Doping
Die zunächst siegreiche Russin Olga Kaniskina erhielt nach Entscheid des Internationalen Sportgerichtshofs CAS eine Sperre von August 2009 bis Oktober 2012. Der russische Leichtathletikverband hatte die Athletin vorher trotz ihrer Unregelmäßigkeiten im Biologischen Pass zunächst nicht sperren wollen. Nach der nun offiziellen Sanktion wurden auch Kaniskinas Ergebnisse in diesem Zeitraum gestrichen – darunter ihr Olympiagold von 2012 und ihr WM-Gold von 2009.
Benachteiligt waren hier in erster Linie die Medaillengewinnerinnen.
- Der Italienerin Olive Loughnane wurde ihr Weltmeistertitel erst mehrere Jahre nach diesen Weltmeisterschaften zuerkannt.
- Die Russin Anissja Kirdjapkina erhielt ihre Bronzemedaille erst lange nach diesen Weltmeisterschaften und konnte außerdem nicht an der Siegerehrung teilnehmen. Sie war später allerdings selbst in eine Dopingaffäre verstrickt und musste ihre WM-Medaillen von 2011 und 2013 zurückgeben.[3]

## Durchführung
Hier gab es keine Vorrunde, alle 48 Geherinnen traten gemeinsam zum Finale an.

## Ergebnis

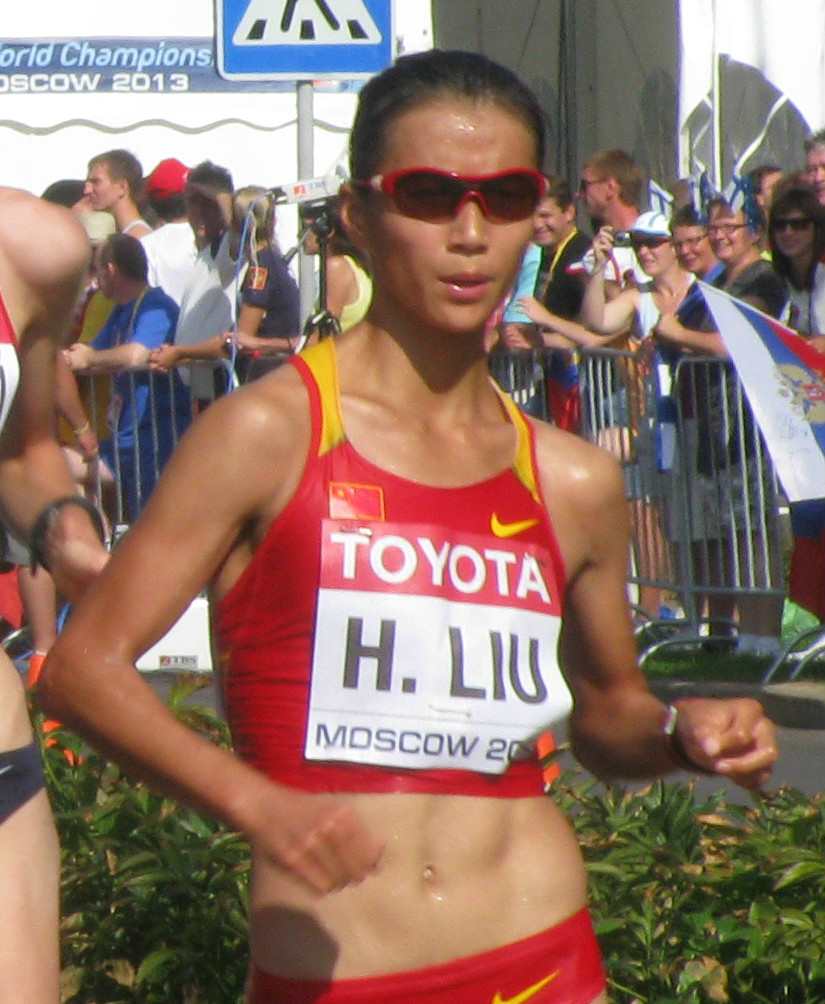
Vizeweltmeisterin Liu Hong

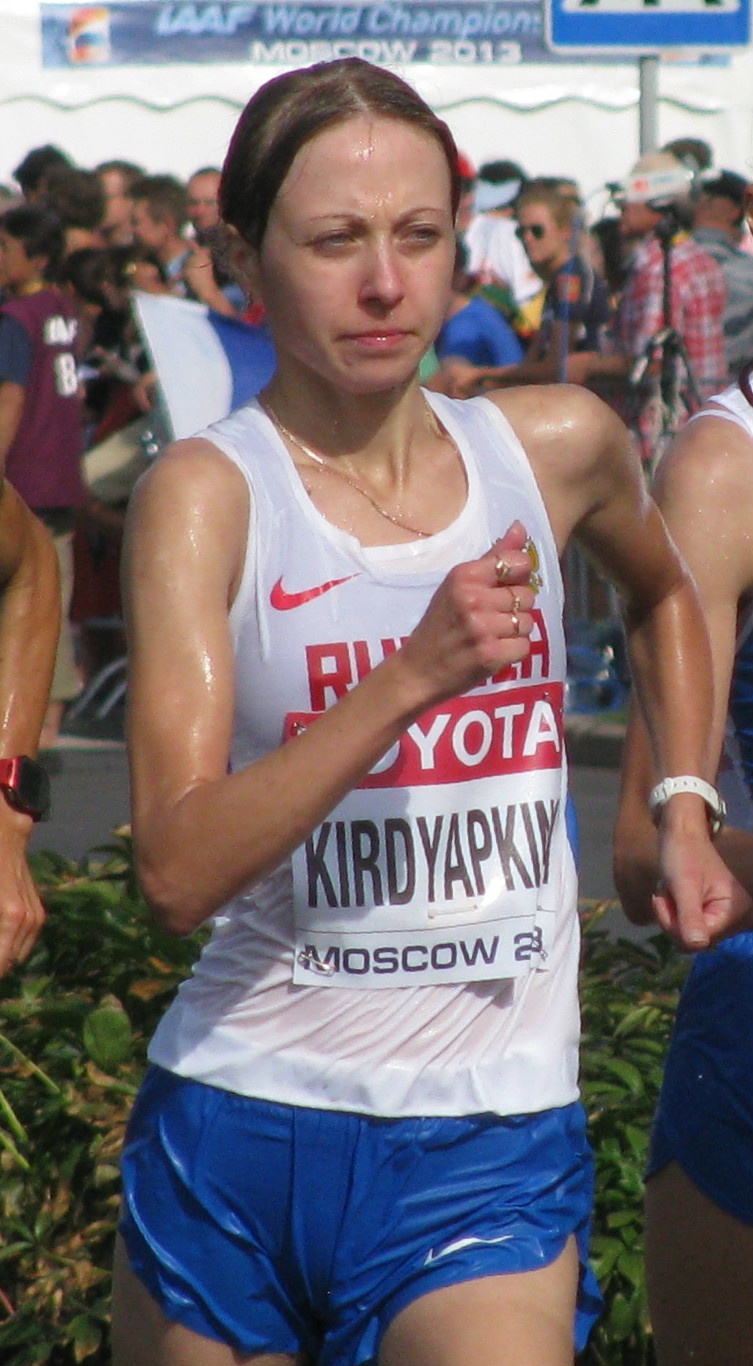
Bronzemedaillengewinnerin Anissja Kirdjapkina

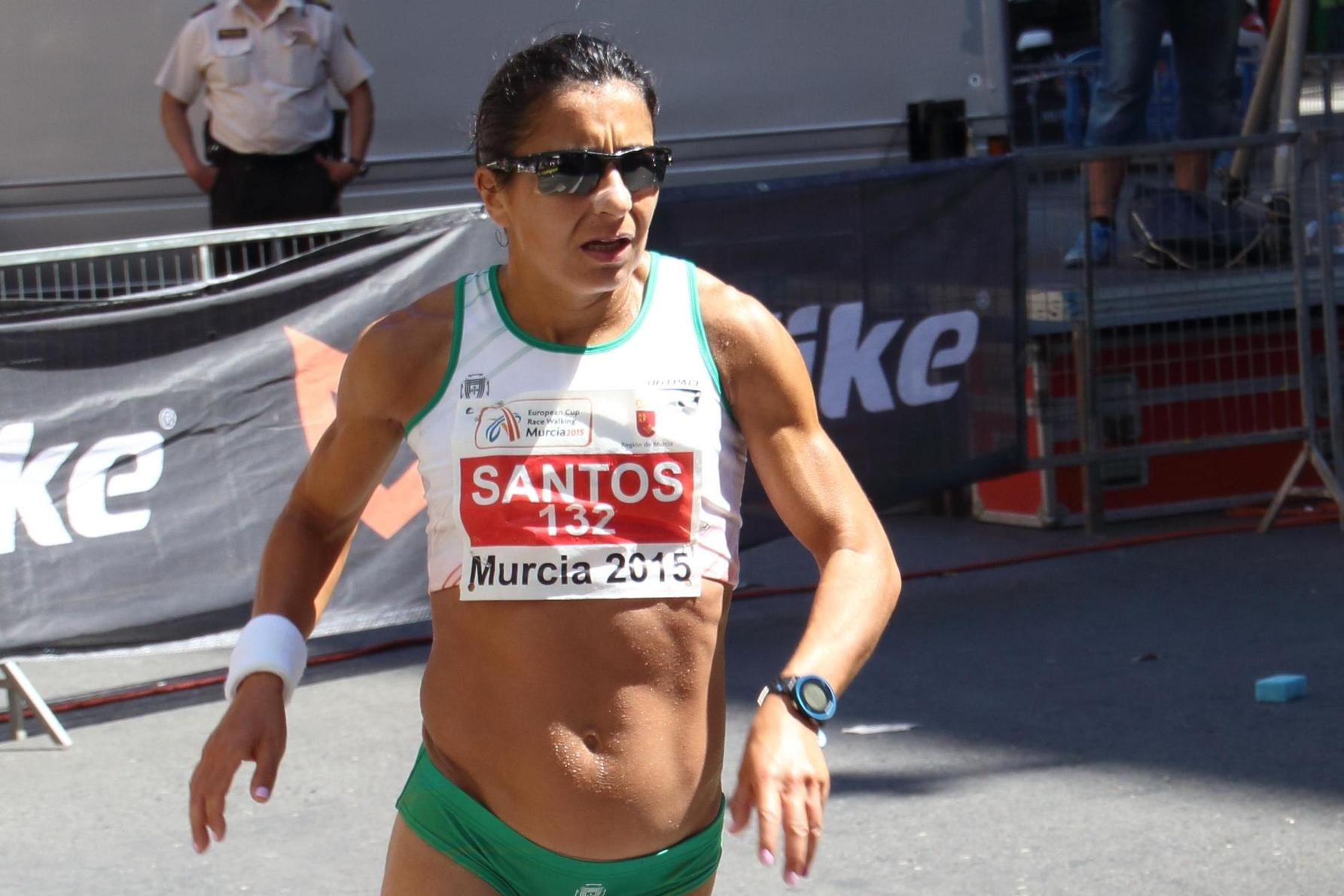
Vera Santos kam auf den vierten Platz

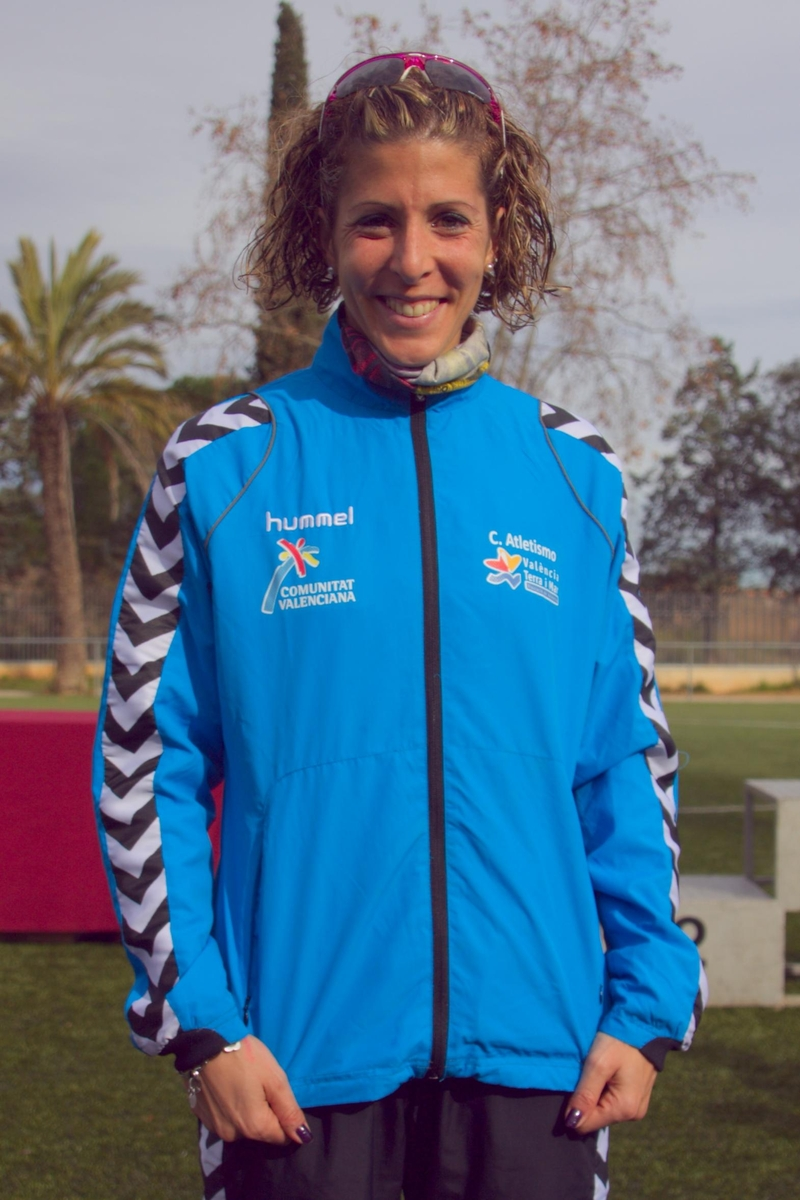
Beatriz Pascual – Rang fünf

16. August 2009, 12:00 Uhr
| Platz | Name                    | Nation              | Zeit (h) |
| ----- | ----------------------- | ------------------- | -------- |
| 1     | Olive Loughnane         | Irland              | 1:28:58  |
| 2     | Liu Hong                | Volksrepublik China | 1:29:10  |
| 3     | Anissja Kirdjapkina     | Russland            | 1:30:09  |
| 4     | Vera Santos             | Portugal            | 1:30:35  |
| 5     | Beatriz Pascual         | Spanien             | 1:30:40  |
| 6     | Masumi Fuchise          | Japan               | 1:31:15  |
| 7     | Kristina Saltanovič     | Litauen             | 1:31:23  |
| 8     | Elisa Rigaudo           | Italien             | 1:31:52  |
| 9     | Susana Feitor           | Portugal            | 1:32:42  |
| 10    | Inês Henriques          | Portugal            | 1:32:51  |
| 11    | Kumi Otoshi             | Japan               | 1:33:05  |
| 12    | Larisa Emeljanowa       | Russland            | 1:34:31  |
| 13    | Wera Sokolowa           | Russland            | 1:34:55  |
| 14    | Sniazhana Yurchanka     | Belarus             | 1:34:57  |
| 15    | Ana Maria Groza         | Rumänien            | 1:35:19  |
| 16    | Valentina Trapletti     | Italien             | 1:35:33  |
| 17    | Yang Mingxia            | Volksrepublik China | 1:35:42  |
| 18    | Zuzana Schindlerová     | Tschechien          | 1:35:47  |
| 19    | Tania Regina Spindler   | Brasilien           | 1:35:51  |
| 20    | Evaggelia Xinou         | Griechenland        | 1:35:56  |
| 21    | Jess Rothwell           | Australien          | 1:36:01  |
| 22    | Claudia Ștef            | Rumänien            | 1:36:09  |
| 23    | Brigita Virbalyté       | Litauen             | 1:36:28  |
| 24    | Marie Polli             | Schweiz             | 1:36:44  |
| 25    | Zuzana Malíková         | Slowakei            | 1:37:47  |
| 26    | Claire Tallent          | Australien          | 1:38:12  |
| 27    | Agnieszka Dygacz        | Polen               | 1:38:36  |
| 28    | Alessandra Picagevicz   | Brasilien           | 1:38:50  |
| 29    | Geovana Irusta          | Bolivien            | 1:39:16  |
| 30    | Chaima Trabelsi         | Tunesien            | 1:39:50  |
| 31    | Swetlana Tolstaja       | Kasachstan          | 1:40:41  |
| 32    | Johana Ordóñez          | Ecuador             | 1:42:57  |
| 33    | Anamaria Greceanu       | Rumänien            | 1:43:35  |
| 34    | Rachel Seaman           | Kanada              | 1:45:45  |
| 35    | Olha Iakovenko          | Ukraine             | 1:45:55  |
| 36    | Cristina López          | El Salvador         | 1:47:33  |
| DNF   | Mária Gáliková          | Slowakei            |          |
| DNF   | María Vasco             | Spanien             |          |
| DNF   | Teresa Vaill            | USA                 |          |
| DNF   | Sabine Krantz           | Deutschland         |          |
| DSQ   | Cheryl Webb             | Australien          |          |
| DSQ   | Kjersti Plätzer         | Norwegen            |          |
| DSQ   | Yang Yawei              | Volksrepublik China |          |
| DSQ   | Johanna Atkinson        | Großbritannien      |          |
| DSQ   | María Hatzipanayiotídou | Griechenland        |          |
| DSQ   | Mayumi Kawasaki         | Japan               |          |
| DSQ   | Monica Svensson         | Schweden            |          |
| DOP   | Olga Kaniskina          | Russland            | 1:28:09  |

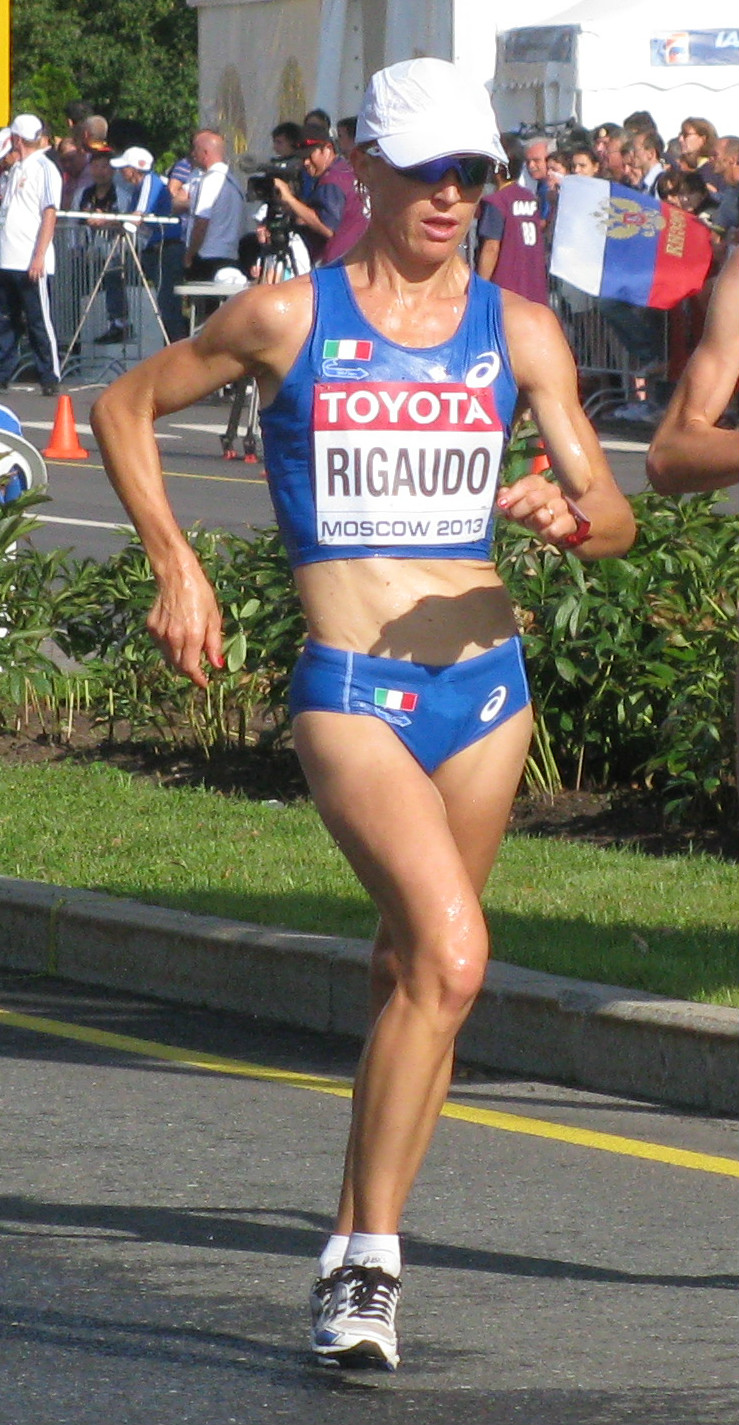
Elisa Rigaudo belegte Rang acht
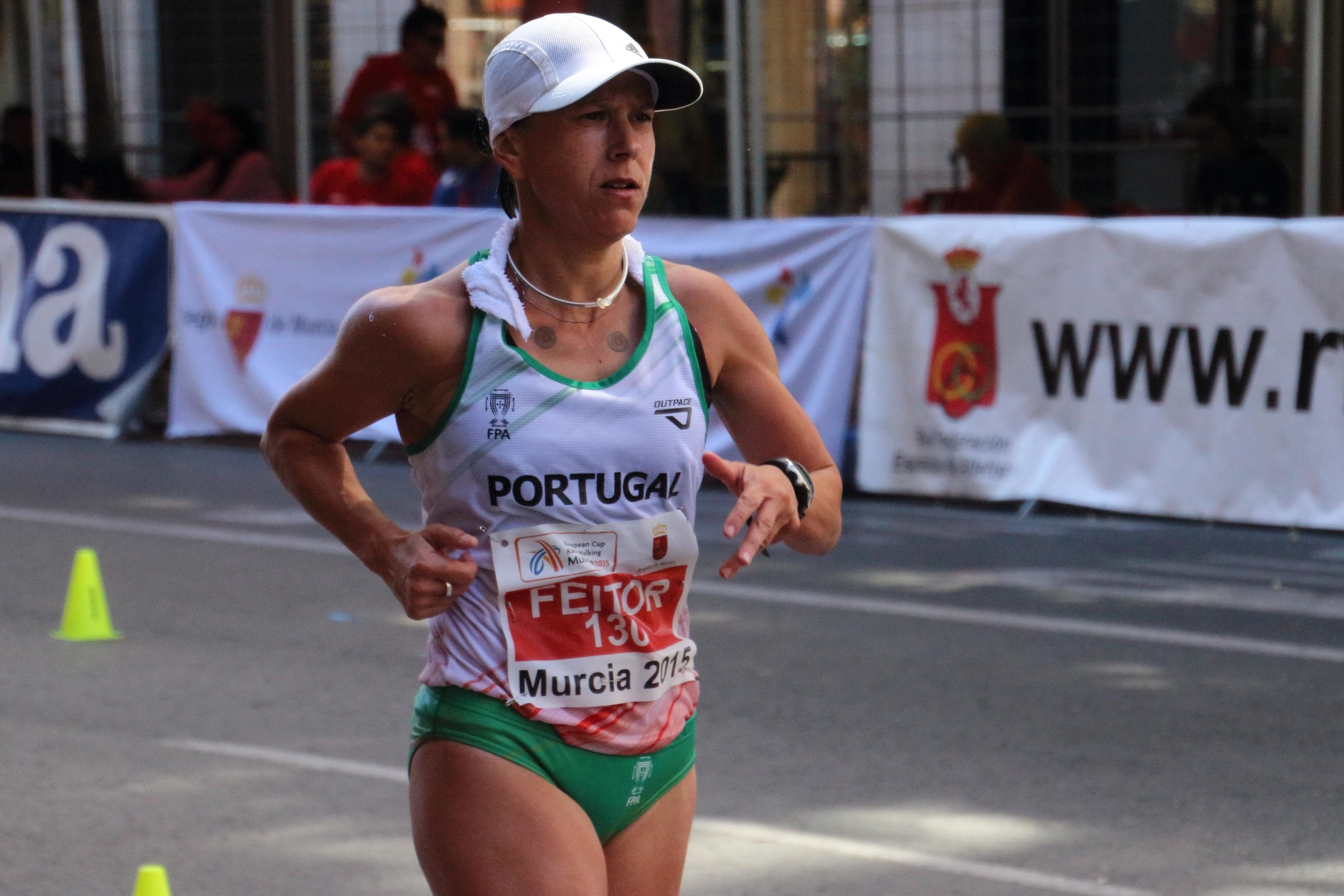
Susana Feitor erreichte Platz neun
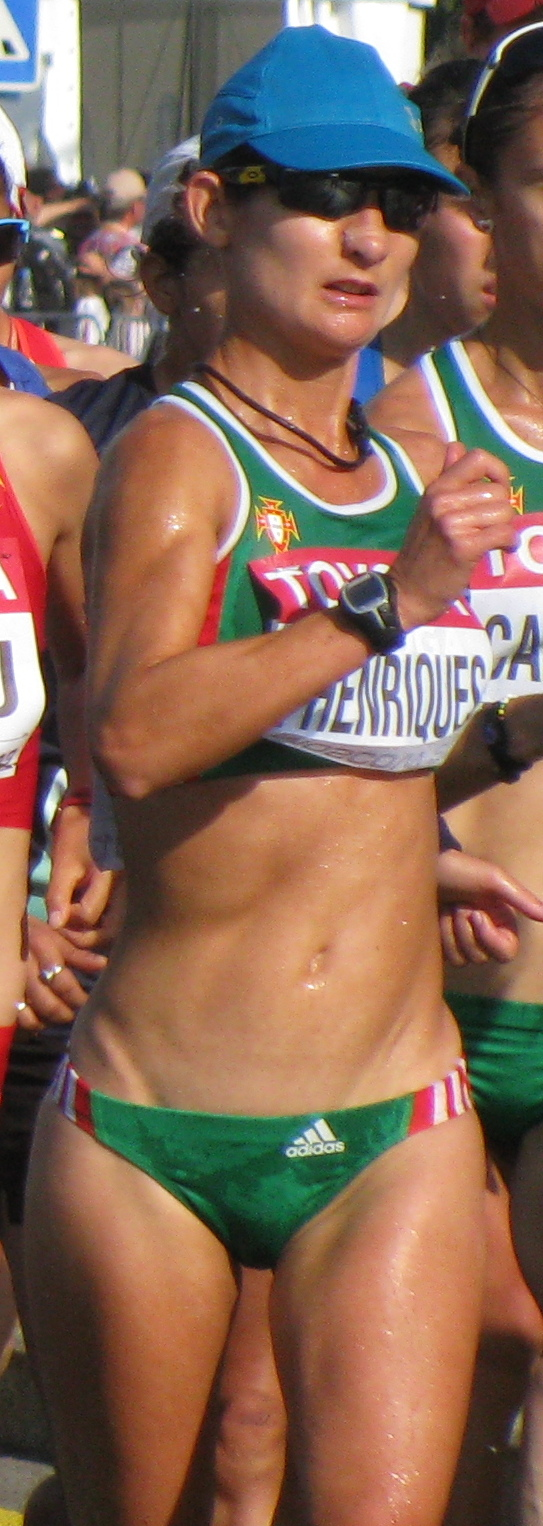
Die zehntplatzierte Inês Henriques
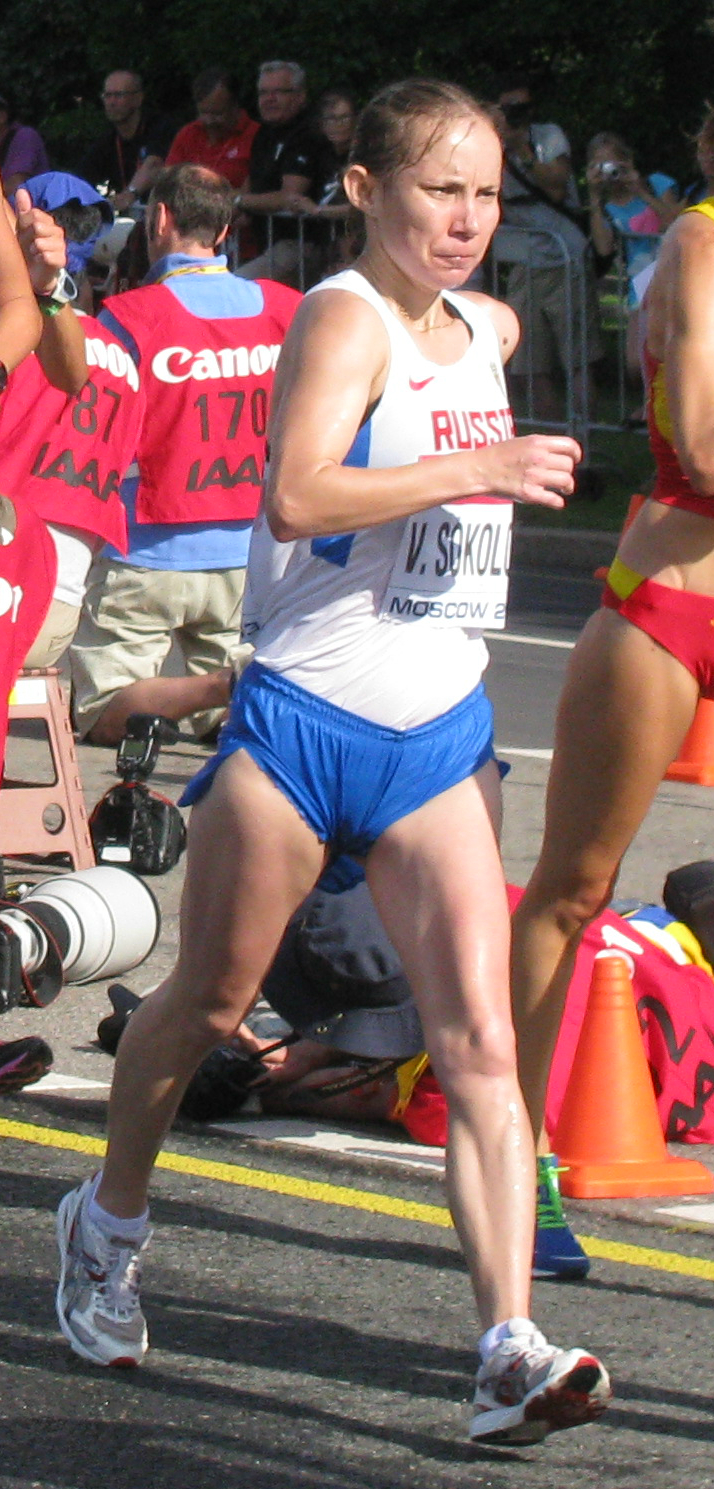
Wera Sokolowa – Rang dreizehn
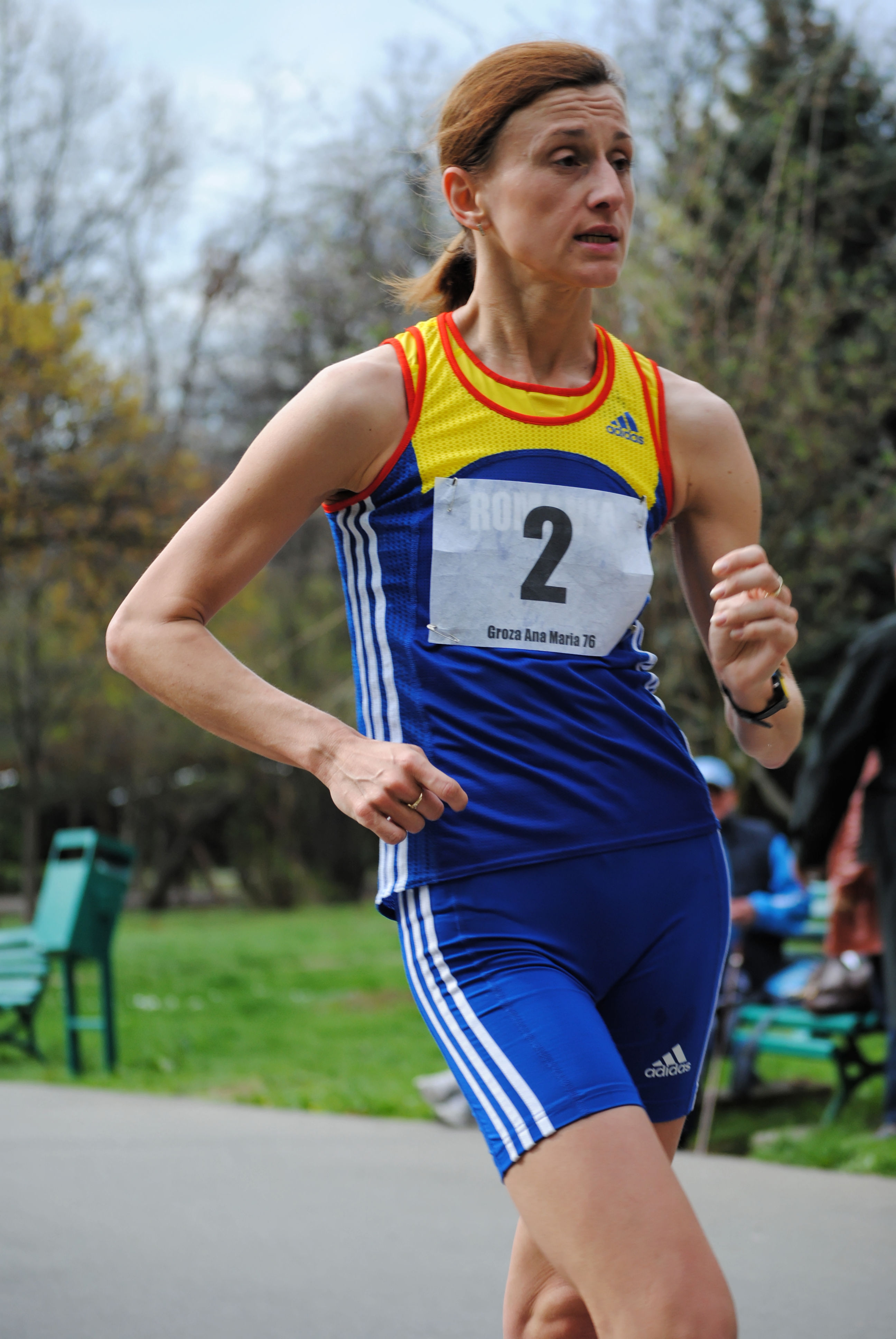
Ana Maria Groza wurde Fünfzehnte
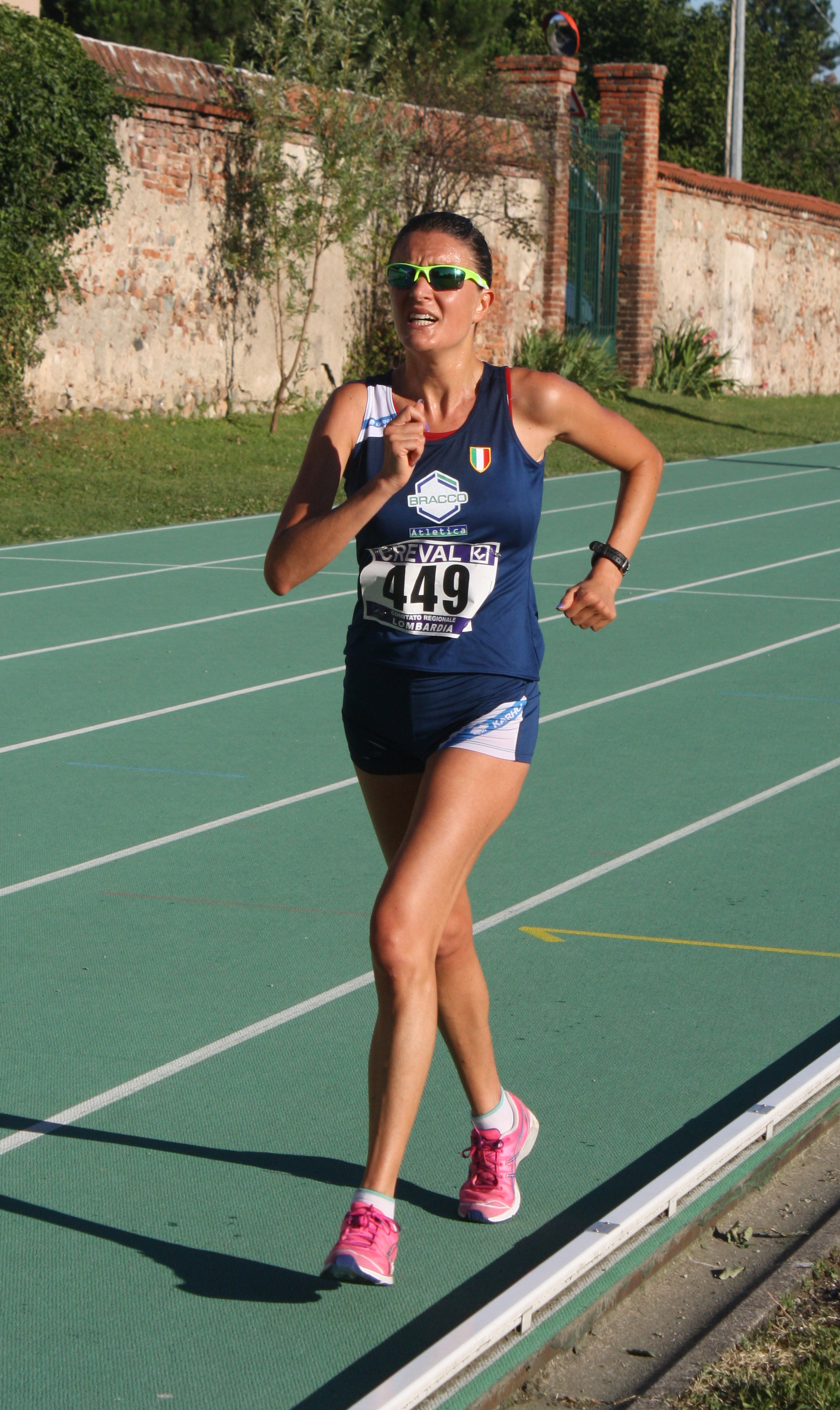
Valentina Trapletti – Rang sechzehn
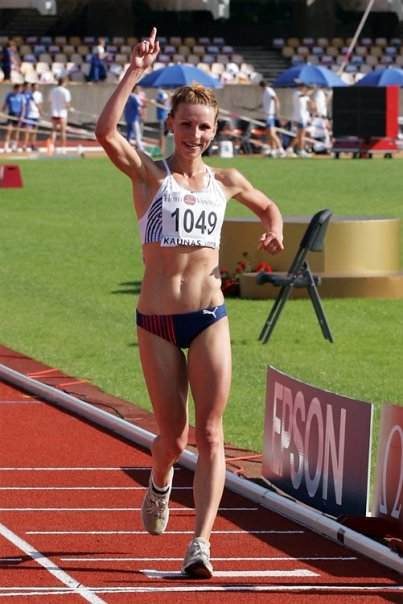
Rang achtzehn für Zuzana Schindlerová
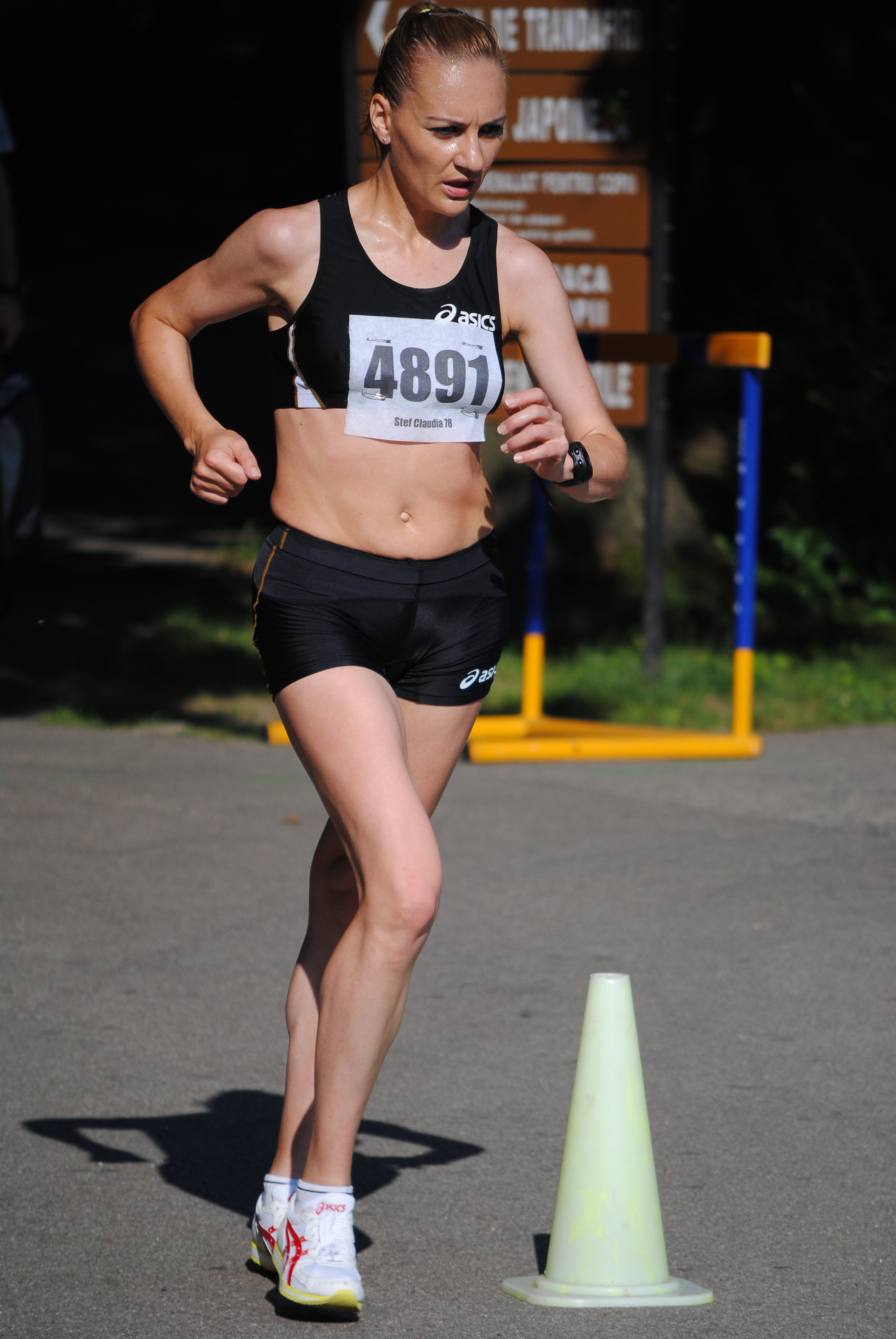
Claudia Ștef – Rang 22
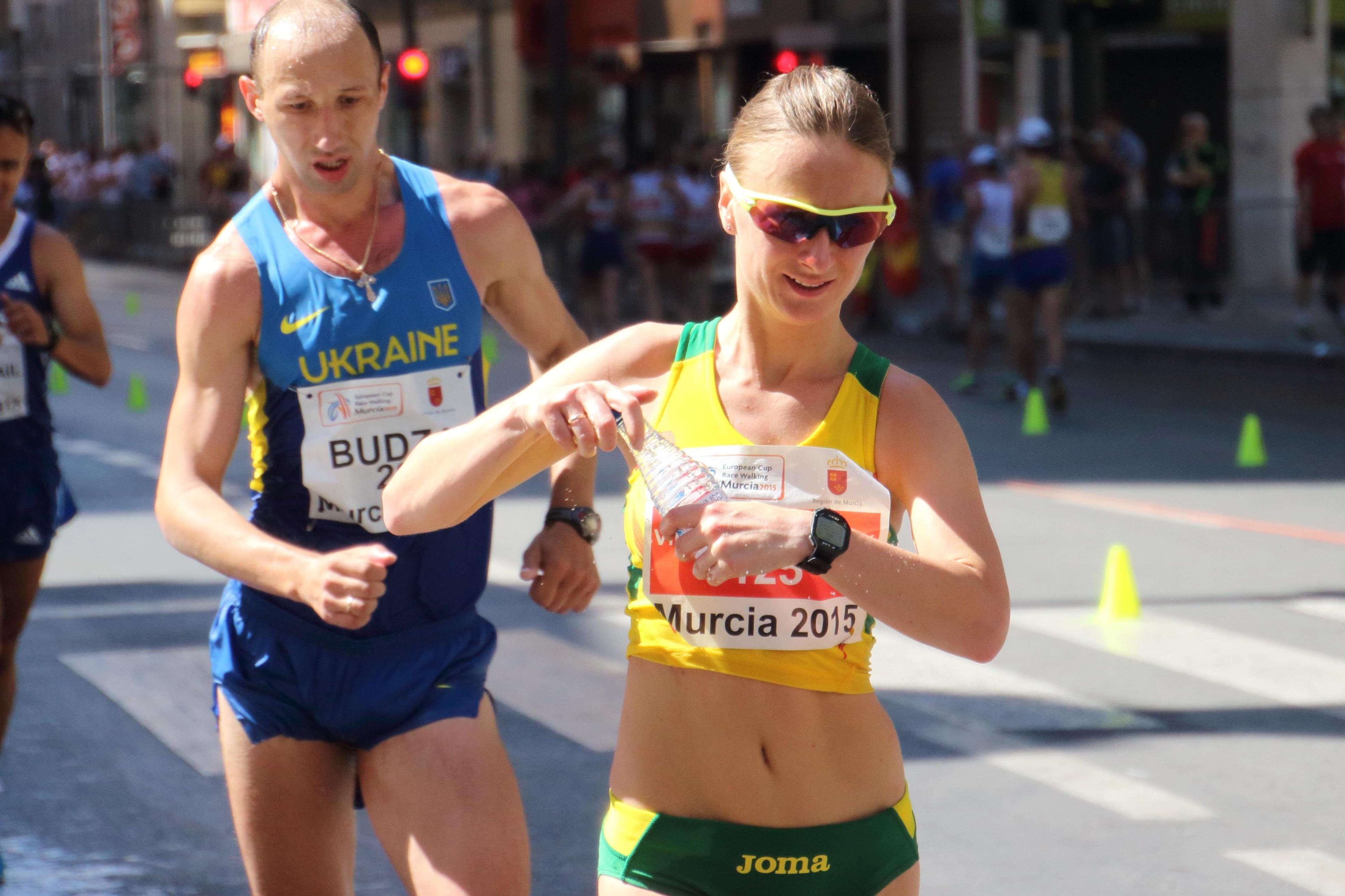
Brigita Virbalyté – Rang 23
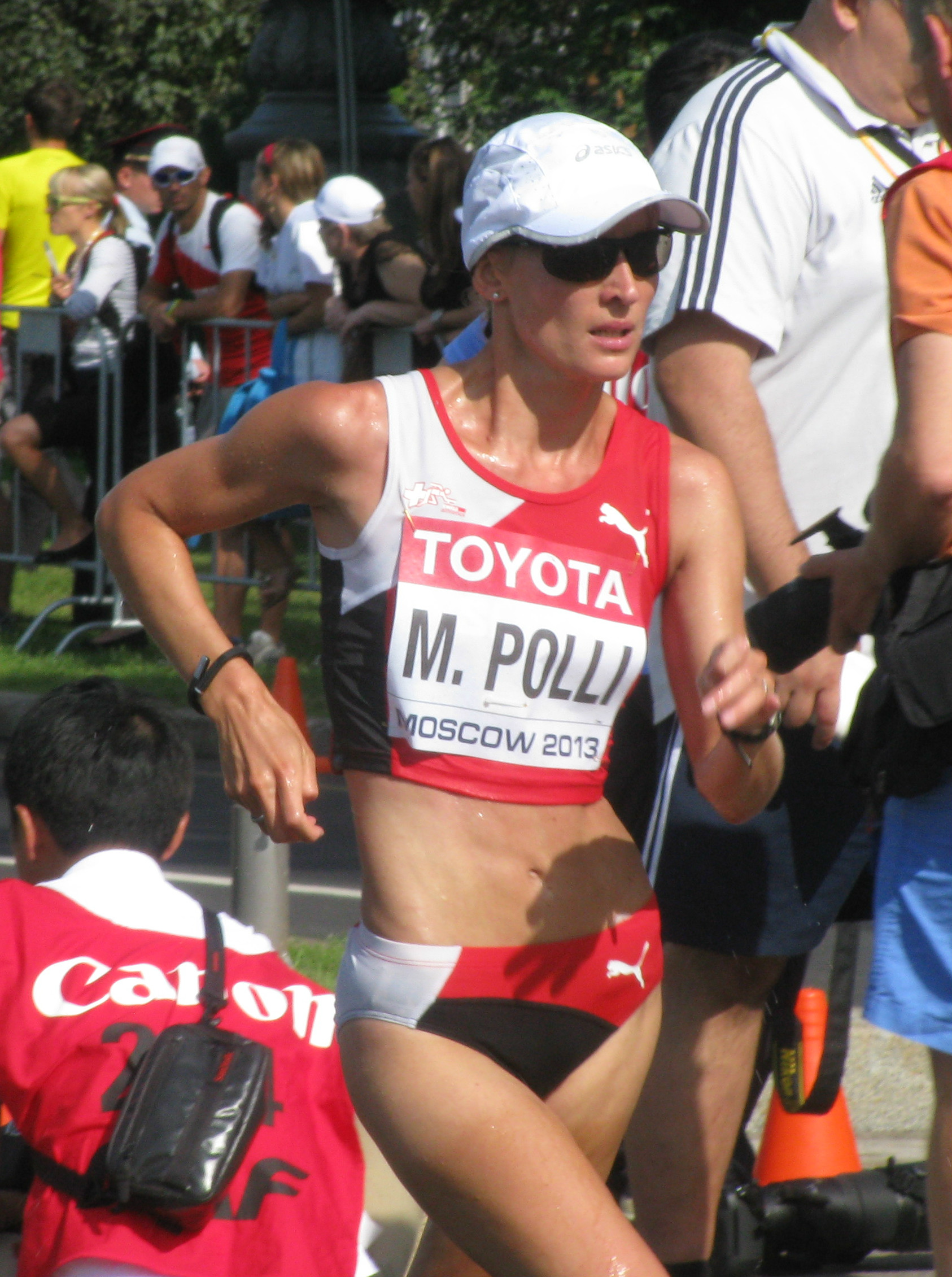
Marie Polli – Rang 24
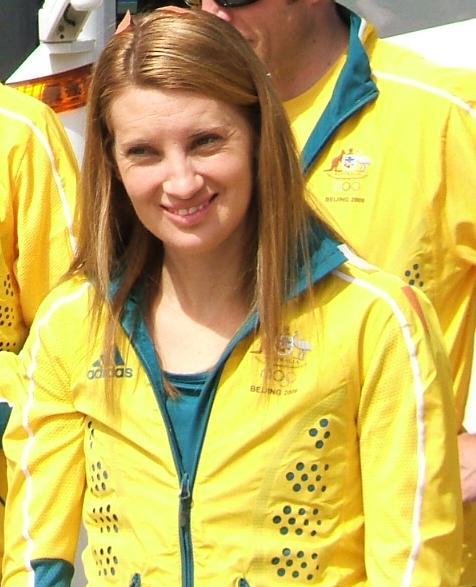
Claire Tallent – Rang 26
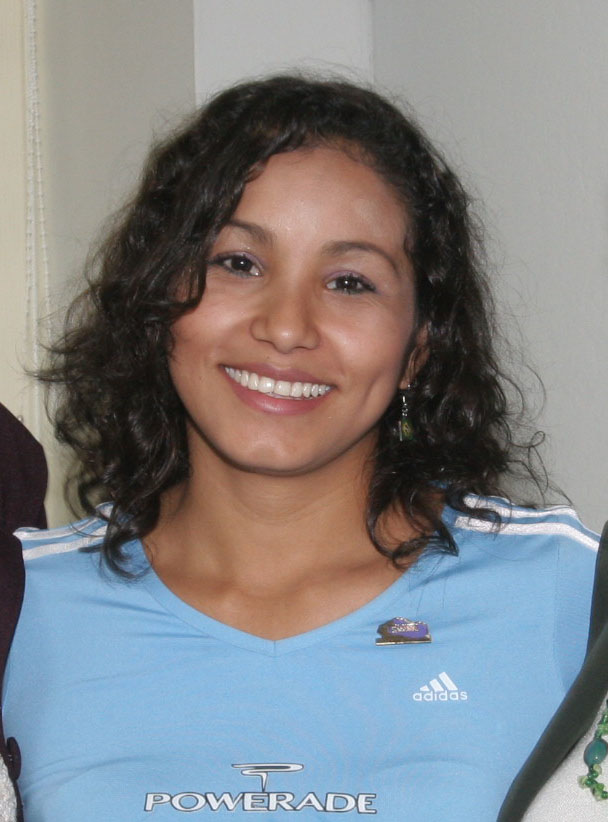
Cristina López – Rang 36
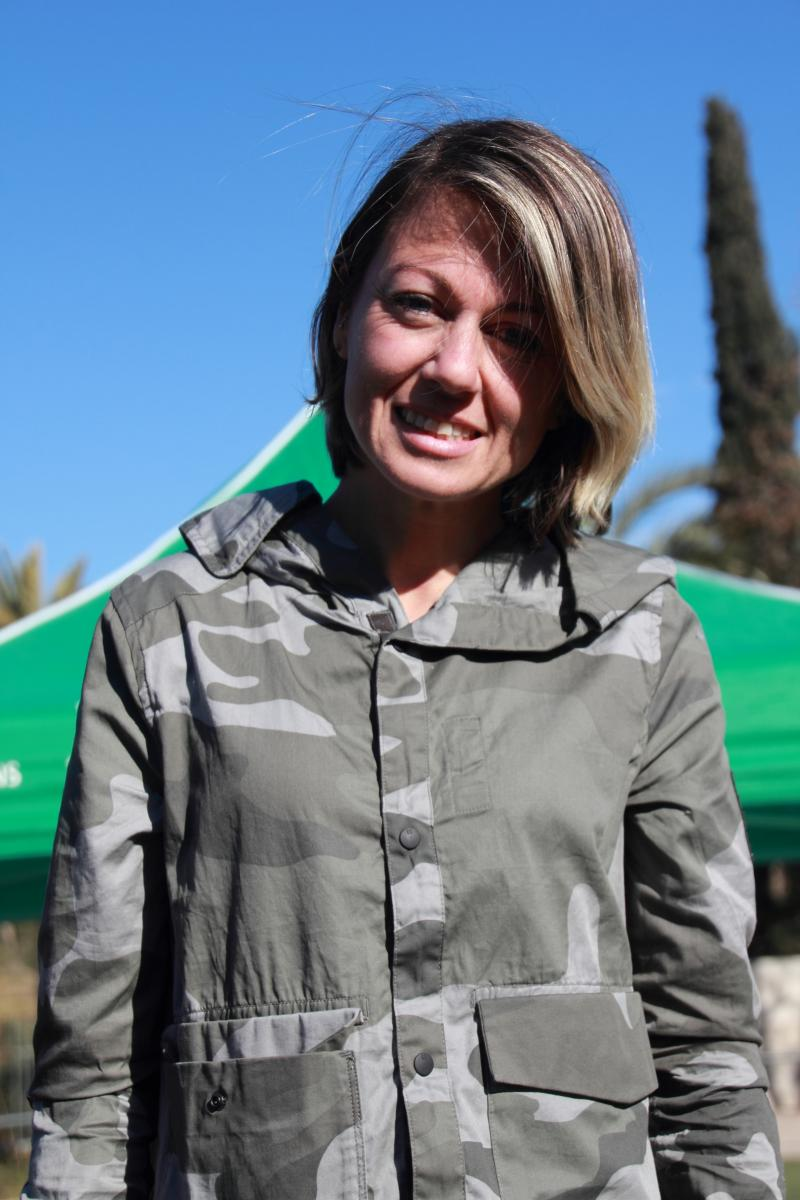
María Vasco – Wettkampf nicht beendet
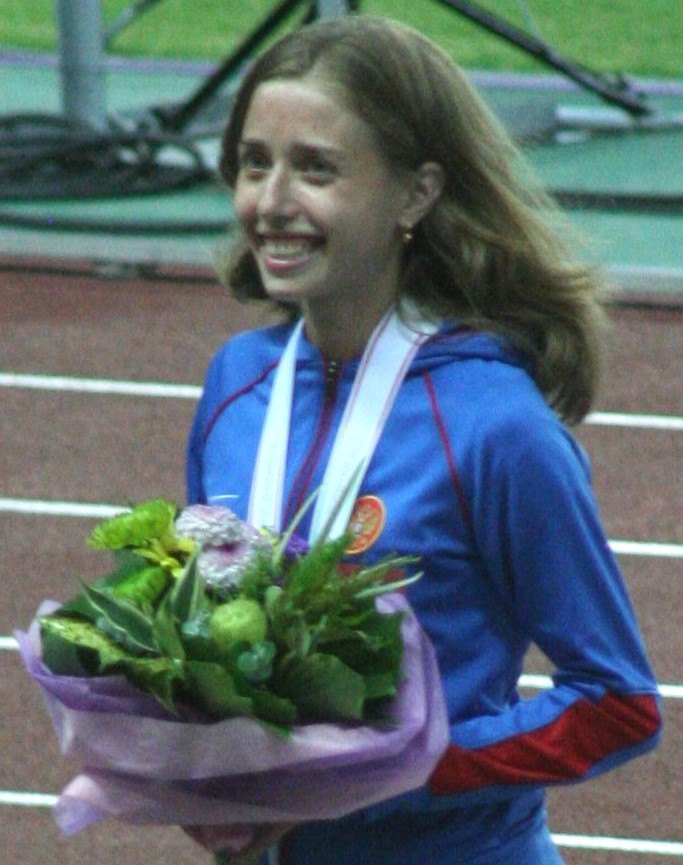
Die gedopte Olga Kaniskina – hier nach ihrem WM-Sieg 2007